# 죽산로
죽산로(Juksan-ro)는 전북특별자치도 김제시 죽산면 언포교차로에서 김제시 연정동 후신1교차로를 잇는 도로이다

## 주요 경유지
전북특별자치도
- 김제시 (죽산면 . 교월동)

## 노선
| 이름         | 접속 노선              | 소재지 | 소재지 | 비고 |
| ------------ | ---------------------- | ------ | ------ | ---- |
| 언포 교차로  | 국도 제23호선 (월죽로) | 김제시 | 죽산면 |      |
| 유호삼거리   | 죽백로                 | 김제시 | 죽산면 |      |
| 죽산교       |                        | 김제시 | 죽산면 |      |
| 죽산삼거리   | 해학로                 | 김제시 | 죽산면 |      |
| 오봉 교차로  | 국도 제23호선 (월죽로) | 김제시 | 죽산면 |      |
| 옥성 교차로  | 국도 제23호선 (월죽로) | 김제시 | 죽산면 |      |
| 명덕교       |                        | 김제시 | 교월동 |      |
| 후신1 교차로 | 국도 제23호선 (월죽로) | 김제시 | 교월동 |      |

## 주요 시설및 건물
- 농협 김제농협 하나로마트 죽산점 (죽산로 133/죽산리 600-38)